# Staafkerk van Røldal
De staafkerk van Røldal (Noors: Røldal stavkyrkje) is een katholieke parochiekerk in Røldal, in de Noorse gemeente Ullensvang. De bruine, houten staafkerk werd gebouwd rond 1250. De kerk is een beschermd monument maar staat ook nog altijd ten dienste van de parochie, die onder het bisdom Bjørgvin.